# Żyje się tylko dwa razy (film)
Żyje się tylko dwa razy (ang. You Only Live Twice) – piąty film wytwórni EON Productions o przygodach brytyjskiego agenta Jamesa Bonda, którego premiera odbyła się w 1967 roku. Zrealizowany został na podstawie, wydanej w 1964 roku powieści o tym samym tytule, której autorem był Ian Fleming.
Po raz piąty w rolę agenta 007 wcielił się Sean Connery. Tym razem Bond wyjaśnia tajemnicę pochłonięcia amerykańskiej kapsuły kosmicznej przez, jak wszyscy sądzą, radziecki statek kosmiczny. Trop prowadzi ponownie do organizacji WIDMO.

## Fabuła
Amerykanie oskarżają Związek Radziecki o przechwycenie statku kosmicznego. Ale wywiad brytyjski dysponuje przesłankami wskazującymi na to, iż porwanie niekoniecznie jest sprawą Rosjan.
Tymczasem dla zmylenia przeciwników zostaje upozorowana śmierć Bonda. Prowadząc śledztwa w sprawie porwania rakiety Bond udaje się do Japonii, gdzie ma spotkać się z agentem Hendersonem. Spotkanie ułatwia poznana na turnieju sumo tajemnicza Japonka, panna Aki. Henderson podczas spotkania z Bondem zostaje skrycie zamordowany. Bond ścigając morderców i eliminując ich po drodze, trafia do biurowca firmy Osato, gdzie wykrada z sejfu tajne dokumenty. W momencie ucieczki znowu pojawia się panna Aki, która w niecodzienny sposób kontaktuje Bonda z szefem japońskich służb specjalnych – Tanaką. Po nocy z panną Aki Bond, udając brytyjskiego przemysłowca Fishera, spotyka się z szefem firmy Osato, panem Osato, który nie daje się jednak nabrać i rozkazuje zabić Bonda. Z opresji ponownie ratuje go panna Aki.
Kontynuując śledztwo Bond i Aki jadą do portu w Kobe. Tam Bond zostaje pochwycony przez ludzi Osato, pannie Aki udaje się uciec.
Uwięziony Bond pozostaje pod nadzorem asystentki pana Osato, Helgi Brandt, którą próbuje namówić do zdrady. Początkowo panna Brandt stara się uwieść Bonda, następnie w dość wyszukany sposób próbuje się go pozbyć. Jednak Bond uchodzi z życiem.
Następnym posunięciem Bonda jest lot zwiadowczy mini-śmigłowcem bojowym Little Nellie, skonstruowanym przez Q, nad wyspą Yama, gdzie widziano podejrzany statek dostarczający materiały chemiczne z zakładów pana Osato. Podczas lotu toczy zwycięski bój z czterema wrogimi śmigłowcami.
Teraz z kolei zostaje porwany radziecki statek kosmiczny. Sytuacja polityczna zaognia się, grozi wybuchem III wojny światowej. Za porwaniami statków kosmicznych stoi organizacja WIDMO, której członkiem jest pan Osato, a Brandt nosi rang Numeru 1. Przywódca WIDMA zabija Brandt za porażkę w zabiciu Bonda. Tanaka planuje napaść na bazę Blofelda, zlokalizowaną na wyspie Yama, z pomocą oddziału ninja. W tym celu Bond zostaje ucharakteryzowany na Japończyka, przechodzi szkolenie ninja i udaje się na wyspę jako mąż japońskiej poławiaczki Kissy Suzuki, innej agentki Tanaki. Przypadkiem ginie od trucizny panna Aki – celem był Bond. Na krótko przed wystrzeleniem kolejnej rakiety kosmicznej Bond i Kissy odkrywają ukrytą w nieczynnym wulkanie bazę WIDMA. Kissy udaje się powiadomić Tanakę o lokalizacji celu, a Bond przystępuje do akcji. Bondowi udaje się uwolnić pojmane załogi obu przechwyconych promów, zostaje jednak złapany przez przywódcę WIDMA, który przedstawia się jako Ernst Stavro Blofeld. Wyjaśnia Bondowi, że zamierza sprowokować Stany Zjednoczone i Związek Radziecki do wyniszczającej wojny i na ich zgliszczach utworzyć nowe mocarstwo. Bondowi udaje się jednak przy pomocy strzelającego papierosa wywołać małe zamieszanie i wpuścić ninjów Tanaki do wnętrza bazy. Wywiązuje się wielka strzelanina, Bond wysadza będący na orbicie wrogi statek kosmiczny, baza ulega zniszczeniu. Blofeld aktywuje system samozniszczenia bazy i ucieka. Bond, Kissy, Tanaka i ocalali ninja uciekają, zanim wybuch niszczy bazę. Dryfujących na tratwie ratunkowej Bonda i Kissy przechwytuje brytyjski okręt podwodny.

### Miejsca akcji
- Hongkong
- Japonia: Tokio, Kobe, wyspa Yama

## Obsada
- Sean Connery – James Bond
- Tetsurō Tamba – Tiger Tanaka

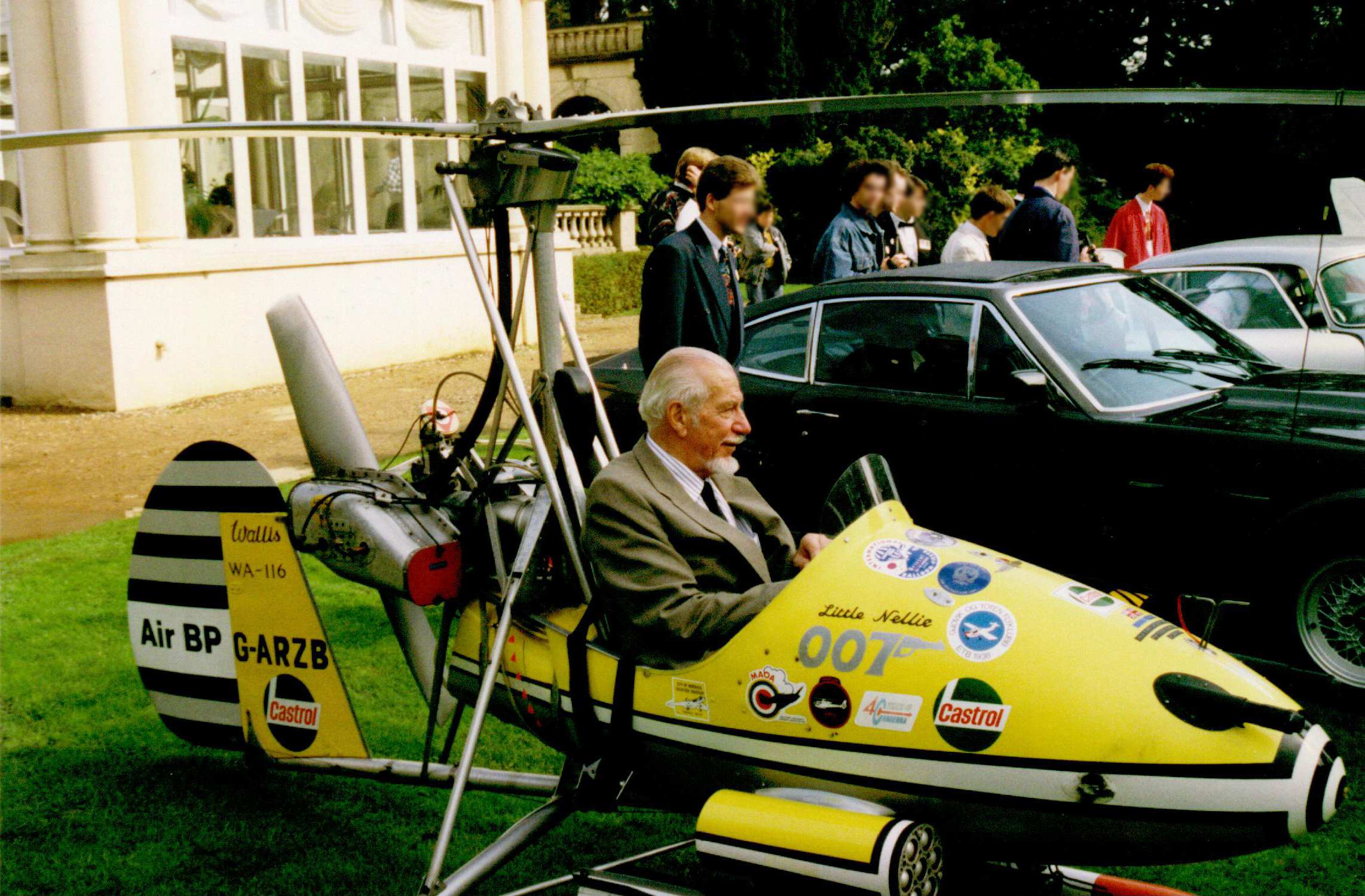
Wiatrakowiec Little Nellie

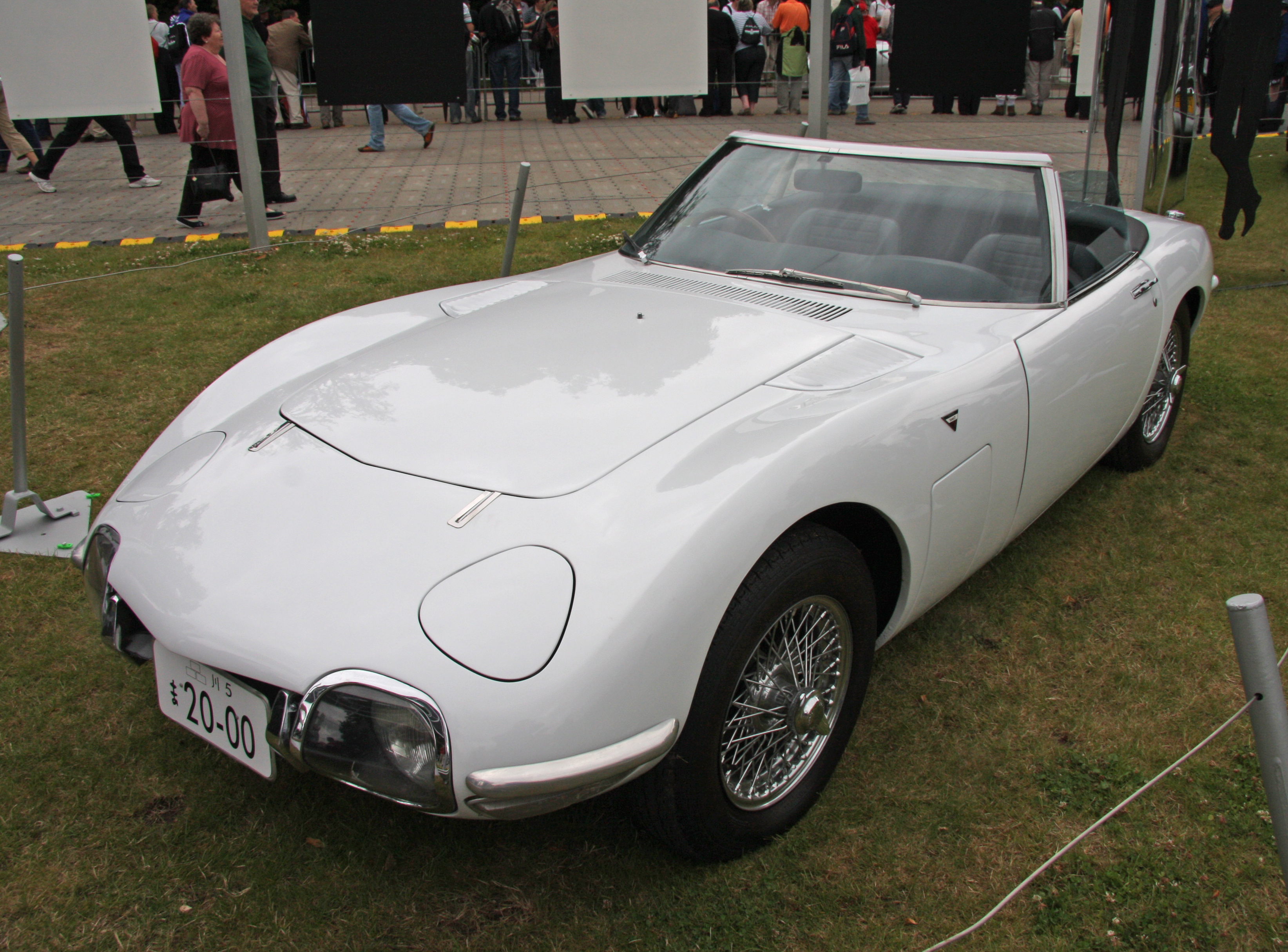
Toyota 2000GT, którą porusza się Aki

- Robert Rietti – Tiger Tanaka (głos)
- Akiko Wakabayashi – Aki
- Mie Hama – Kissy Suzuki
- Nikki van der Zyl – Kissy Suzuki (głos, kwestie anglojęzyczne)
- Teru Shimada – Osato
- Donald Pleasence – Ernst Stavro Blofeld / Numer 1
- Karin Dor – Helga Brandt / Numer 11
- Bernard Lee – M
- Lois Maxwell – Panna Moneypenny
- Desmond Llewelyn – Q
- Charles Gray – Dikko Henderson
- Burt Kwouk – Numer 3
- Michael Chow – Numer 4
- Frazer Hines – Numer 4 (głos)
- Ronald Rich – Hans
- Norman Jones – astronauta z pierwszego amerykańskiego promu kosmicznego #1
- Paul Carson – astronauta z z pierwszego amerykańskiego promu kosmicznego #2
- Laurence Herder – kosmonauta z radzieckiego promu kosmicznego #1
- Richard Graydon – kosmonauta z radzieckiego promu kosmicznego #2
- Bill Mitchell – astronauta z drugiego amerykańskiego promu kosmicznego #1
- George Roubicek – astronauta z drugiego amerykańskiego promu kosmicznego #2
- Tsai Chin – Ling
- Mai Ling – dziewczyna w kąpieli #2
- Yee-Wah Yang – dziewczyna w kąpieli #3
- Yasuko Nagazumi – dziewczyna w kąpieli #4
- Peter Fanene Maivia – kierowca samochodu
- David Toguri – zabójca w sypialni
- John Stone – kapitan okrętu podwodnego
- David Bauer – amerykański dyplomata
- Sadoyanama – japoński zapaśnik sumo
- Robin Bailey – zagraniczna sekretarka
- Peter Taylor – technik w pomieszczeniu kontroli
- Robert Hutton – doradca prezydenta
- Ed Bishop – hawajski CapCom
- Burnell Tucker – technik pomieszczenia kontroli na Hawajach
- Kikko Matsuoka – nurkująca dziewczyna
- Cecil Cheng – technik pomieszczenia kontroli
- Zsolt Vadaszffy – technik pomieszczenia kontroli
- George Murcell – radziecki dyplomata
- Anthony Chinn – główny technik WIDMO
- Francesca Tu – sekretarka Osato
- Hans De Vries – Technik pomieszczenia kontroli
- Tommy Yapp – Technik pomieszczenia kontroli
- Brian Wilde – policjant
- Moris Farhi – technik pomieszczenia kontroli
- Jonathan Hanson – technik pomieszczenia kontroli
- George Baker – inżynier NASA
- Shane Rimmer – operator radaru na Hawajach
- David Healy – operator radaru w Houston
- William Sylvester – urzędnik Pentagonu
- Andy Ho – technik pomieszczenia kontroli
- Alexander Knox – amerykański prezydent
- Bill Nagy – generał USAF w Pentagonie
- Stephen Hubay – technik pomieszczenia kontroli
- Hisako Katakura – finansista Blofelda
- Michael Kennedy – technik pomieszczenia kontroli
- Kristopher Kum – technik pomieszczenia kontroli
- Richard Marner – informator radzieckiego promu kosmicznego
- Jeanne Roland – masażystka Bonda
- Vic Armstrong – pierwszy ninja
- Anthony Ainley – policjant
- Masaaki Hatsumi – asystent fotograf